# 芽生虎耳草
芽生虎耳草（学名：Saxifraga gemmipara）为虎耳草科虎耳草属下的一个种。

## 扩展阅读
- 維基物種上的相關：芽生虎耳草